# 鮎川幸浩
鮎川 幸浩（あゆかわ ゆきひろ、1998年9月18日 - ）は、埼玉県さいたま市西区出身のプロサッカー選手。
グレーズビル・ライド・マジックFC。ポジションはフォワード（FW）。
| スタブアイコン | サブスタブ | この項目は、まだ閲覧者の調べものの参照としては役立たない、サッカー選手に関連した書きかけの項目です。この項目を加筆・訂正などしてくださる協力者を求めています（P:サッカー/PJ:サッカー選手/PJ:女子サッカー）。 |